# Gioacchino da Fiore
di spirito profetico dotato»
(Dante Alighieri, Paradiso, Canto XII, vv. 139-141)
Gioacchino da Fiore (Celico, 1130 circa – Pietrafitta, 30 marzo 1202) è stato un abate, teologo e filosofo italiano.
È stato venerato dai florensi, dai cistercensi, dai francescani spirituali e i gesuiti bollandisti lo hanno inserito nell'elenco dei beati. Nel 2001 sono stati avviati studi (fase preliminare) per una eventuale causa di beatificazione, di conferma di culto o del titolo di beato (ab immemorabili) da parte della Chiesa cattolica, proprio dall'Arcidiocesi di Cosenza-Bisignano, che ha nominato don Enzo Gabrieli postulatore della causa di canonizzazione, e delle apposite commissioni (storica, teologica e medica per lo studio dei resti mortali). La fama sanctitatis, che già lo accompagna in vita, proseguirà dopo la morte.
Il 27 giugno 2024, Papa Francesco, nel messaggio per la Giornata mondiale del creato, ha citato Gioacchino da Fiore affermando che "seppe indicare l'ideale di un nuovo spirito"; tale dichiarazione segna una svolta nella storia, la prima simile in oltre otto secoli dalla morte del monaco florense.

## Biografia

### Origini e formazione
Le condizioni economiche della famiglia di Gioacchino erano agiate; il padre Mauro, infatti, era tabulario o notaio. In passato si era ritenuto che la famiglia avesse origini ebraiche, forse per spiegare l'atteggiamento benevolo di Gioacchino nei confronti dell'Ebraismo.
Gioacchino nacque a Celico, un paesino silano rientrante nel Ducato di Puglia e Calabria (attualmente in provincia di Cosenza), intorno al 1130. Storicamente si ritiene che la chiesa dell'Assunta, edificata sicuramente prima del 1421, sia stata costruita sul perimetro della casa natale dell'abate Gioacchino. Egli ricevette le prime nozioni di educazione scolastica nella vicina Cosenza.
Ben presto fu mandato dal padre a lavorare, sempre a Cosenza, presso l'ufficio del Giustiziere della Calabria. A causa di contrasti insorti sul posto di lavoro, andò a lavorare presso i Tribunali di Cosenza.
In seguito il padre riuscì a fargli ottenere un posto presso la corte normanna a Palermo, dove lavorò prima a diretto contatto con il capo della zecca, poi presso il Cancelliere di Palermo, arcivescovo Stefano di Perche. Entrato in contrasto pure con questi, fu accomodato con i notai del re: prima con Pellegrino, partecipando a una ambasceria ad Amona della Morea, e in seguito con il notaio Santoro con cui fece un viaggio in Puglia. Entrato in crisi si allontanò definitivamente dalla corte reale di Palermo per compiere un viaggio in Terrasanta.

### Gli inizi
Forse nel corso di questo viaggio maturò un profondo distacco dal mondo e il desiderio di dedicarsi allo studio delle Sacre Scritture.
Al ritorno in patria Gioacchino si ritirò dapprima in una grotta nei pressi di un monastero posto sulle falde del monte Etna, poi tornò con un suo compagno a Guarassano, nei pressi di Cosenza. Qui fu riconosciuto e costretto ad incontrare il padre, che lo aveva dato per disperso. Al padre confessò di aver smesso di lavorare per il re normanno per servire il Re dei Re (cioè "il Signore Dio nostro")
Visse per circa un anno presso l'abbazia di Santa Maria della Sambucina, da cui si allontanò per andare a predicare dall'altra parte della valle, vivendo nei pressi del guado Gaudianelli del torrente Surdo, vicino a Rende.

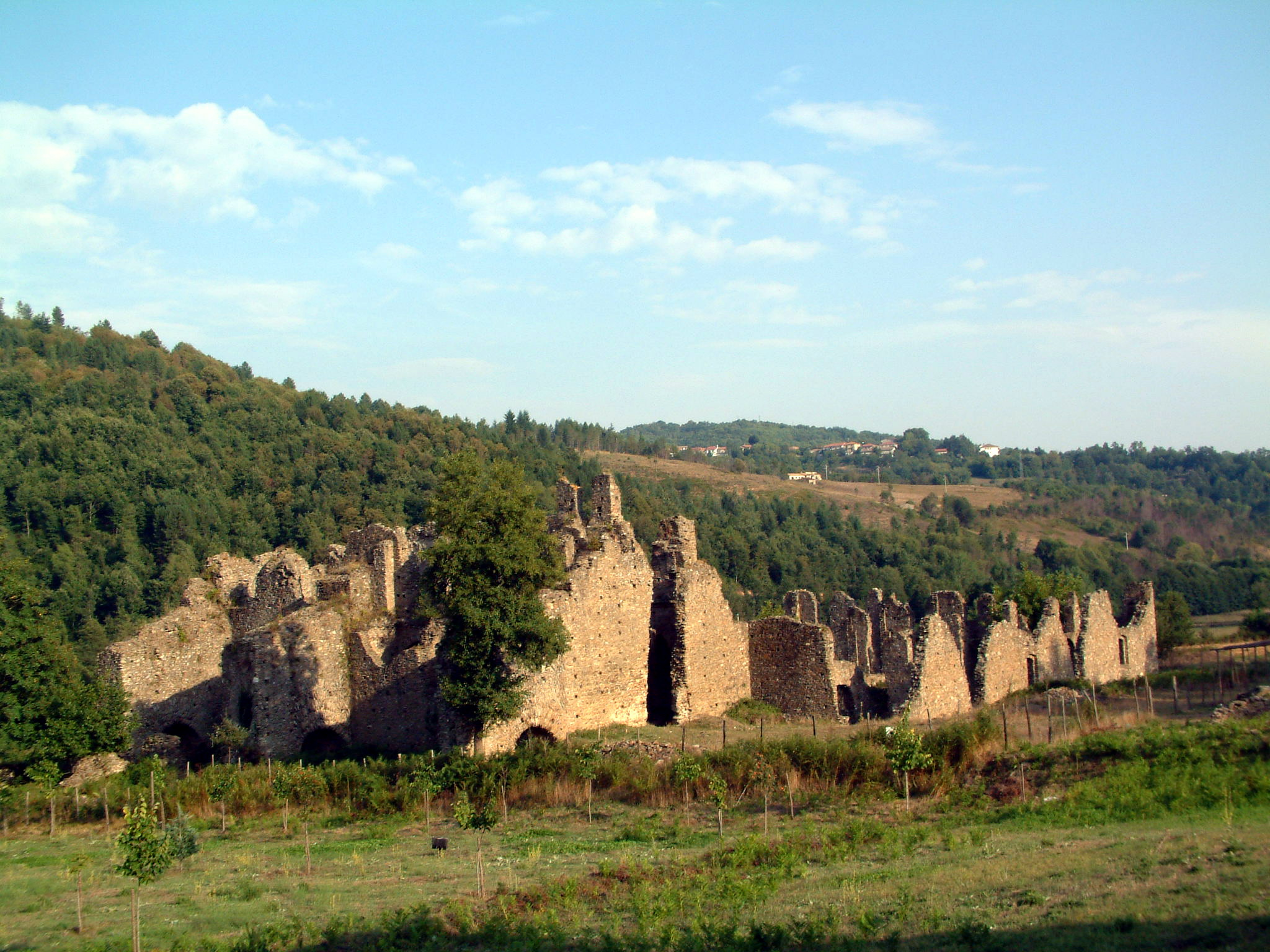
I ruderi dell’abbazia di Corazzo

Poiché a quei tempi la predicazione di un laico non era ben accetta, Gioacchino compì un viaggio fino a Catanzaro, dove il vescovo locale lo ordinò sacerdote. Durante il tragitto da Rende a Catanzaro si fermò nel monastero di Santa Maria di Corazzo, dove incontrò il monaco Greco che lo fece riflettere sulla parabola dei talenti, rimproverandolo di non mettere a frutto le sue doti.
Tornò a predicare nuovamente a Rende, con l'abito di sacerdote. Poco tempo dopo vestì l'abito monastico, entrando nel monastero di Santa Maria di Corazzo. Questa abbazia benedettina, guidata dal beato Colombano, aspirava a seguire la regola cistercense.

### Elezione ad abate
Secondo le fonti più accreditate, nel 1177 Giovanni Bonasso, eletto abate di Santa Maria di Corazzo, rinunciò alla carica, scappando dapprima nel monastero della Sambucina, poi nel Monastero del Legno della Croce di Acri. Gioacchino, che ambiva più a studiare le Sacre Scritture che alla carica di abate di quel monastero, all'epoca poverissimo, venne convinto ad accettarla da amministratori laici, riunitisi con lui a Sambucina. A Corazzo l'abate Gioacchino cominciò a scrivere la prima delle sue opere, La Genealogia, impiegando come suoi scribi frate Giovanni e frate Nicola.

### Teologo e scrittore
In qualità di abate compì un viaggio all'abbazia di Casamari tra il 1182 e il 1184. Durante questo periodo incontrò papa Lucio III, che gli concesse la licentia scribendi. Con l'aiuto degli scribi Giovanni, Nicola e Luca, iniziò già a Casamari la stesura delle sue opere principali: la Concordia tra il vecchio e il nuovo testamento e l'Esposizione dell'Apocalisse.
In quello stesso periodo Gioacchino interpretò innanzi al papa una profezia ignota, trovata tra le carte del defunto cardinale Matteo d'Angers. Da qui scaturì l'incoraggiamento del pontefice Lucio III a scrivere le sue opere.
Nel 1186-1187 si recò a Verona, dove incontrò papa Urbano III. Al ritorno si ritirò a Pietralata, una località sconosciuta, abbandonando definitivamente la guida dell'abbazia di Corazzo. I suoi monaci non tolleravano il suo girovagare e lo stare sempre distante dall'abbazia e pertanto, per risolvere la questione, inoltrarono una petizione presso la Curia romana. A seguito di ciò, nel 1188 l'abbazia di Corazzo venne affiliata all'abbazia di Fossanova e papa Clemente III prosciolse Gioacchino dai doveri abbaziali, autorizzandolo a continuare a scrivere.

### Pietralata e protomonastero di Fiore Vetere
A Pietralata, da lui ribattezzata Petra Olei, luogo ancora non inconfutabilmente localizzato (secondo alcuni storici si tratterebbe di una contrada nei pressi di Marzi-Rogliano, mentre secondo altri si tratterebbe dell'odierno monte petrara, nei pressi della cistercense abbazia di Sant'Angelo de Frigillo a Mesoraca, attualmente in provincia di Crotone, per la presenza in loco di secolari ulivi) l'abate di Corazzo si ritirò per continuare le sue scritture. In questo ameno luogo cominciarono a pervenire molti seguaci, il primo fu Raniero da Ponza, che in seguito fu legato apostolico in Francia e Spagna sotto papa Innocenzo III. Pietralata divenne presto un luogo incapace di ospitare la moltitudine di gente che accorreva a sentire Gioacchino; pertanto nell'autunno del 1188 Gioacchino salì in Sila alla ricerca di un territorio che si potesse abitare. Dopo varie perlustrazioni, si fermò nel luogo oggi denominato Jure Vetere Sottano, attualmente nel comune di San Giovanni in Fiore. A sei mesi di distanza dalla perlustrazione, abbandonò Pietralata e si trasferì con i suoi discepoli in Sila sul luogo prescelto. Pietralata è un luogo avvolto nel mistero e ancora oggi non identificato con sufficiente certezza.

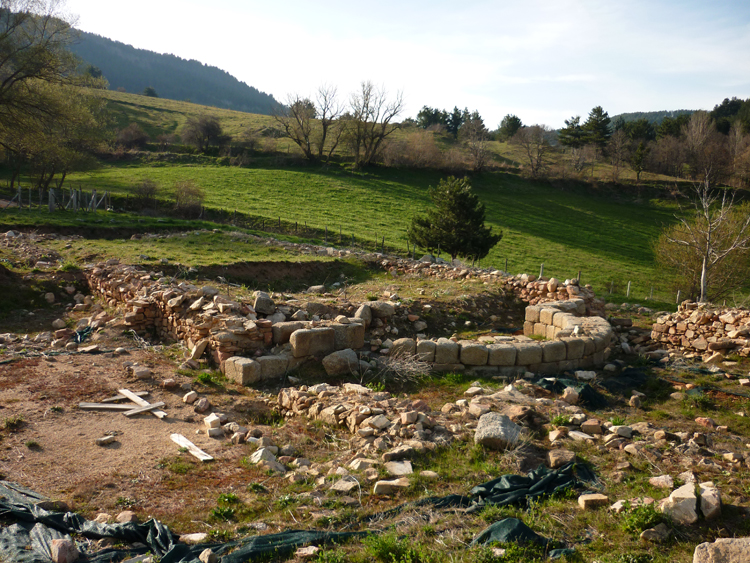
I ruderi di Fiore Vetere

A sei mesi dal trasferimento, il re Guglielmo il Buono morì e gli subentrò sul trono il normanno Tancredi, già conte di Lecce. I funzionari di Tancredi contestarono a Gioacchino l'insediamento in Sila e l'abate dovette quindi recarsi a Palermo (primavera 1191) per discutere con il nuovo re. Dopo un complesso confronto tra i due, durante il quale Tancredi propose all'abate di trasferirsi presso l'abbazia della Matina, «allora in stato di grave declino» (proposta rifiutata in maniera decisa da Gioacchino), a Gioacchino fu concesso di restare in Sila, nel luogo prescelto, facendogli dono di un vasto tenimento posto nelle adiacenze, aggiungendo 300 pecore e 30 some di grano per il sostentamento della comunità religiosa. Da qui in avanti si incominciò a costruire il protomonastero di Fiore Vetere.
Nel 1194, dopo la morte di Tancredi, subentrò nel regno Enrico VI, figlio di Federico Barbarossa, il quale concesse a Gioacchino un vasto tenimento in Sila e privilegi sovrani su tutta la Calabria.

### La Congregazione florense

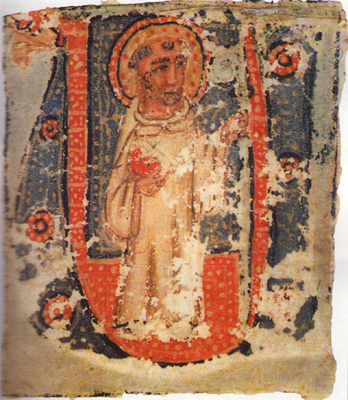
Miniatura di Giocchino da Fiore nel codice Chigiano, Biblioteca Apostolica Vaticana

In questo periodo, dopo il diploma concesso da Enrico VI, Gioacchino fondò i monasteri di Bonoligno e Tassitano e acquisì altri monasteri già italo-greci. Forte del patrimonio terriero ed ecclesiale acquisito, Gioacchino si recò a Roma ricevendo da papa Celestino III l'approvazione della Congregazione florense e dei suoi istituti il 25 agosto del 1196.
I florensi continuarono a occupare il territorio assegnato e, affinché "Fiore", come lo stesso Gioacchino aveva chiamato il luogo prescelto, venisse articolato secondo lo schema della Tav. XII e, facendosi aiutare molto probabilmente da gruppi di laici che condividevano il progetto del novus ordo, misero a coltura i territori di Bonolegno e di Faradomus, irrigandoli con le acque del fiume Garga, attraverso il canale cosiddetto badiale. Per questo motivo nacquero delle liti con i monaci greci del Monastero dei Tre Fanciulli, ubicato in prossimità di Caccuri, che contestarono ai florensi l'occupazione di territori dei quali, secondo loro, erano loro i proprietari da tempi immemorabili. I poveri florensi furono bastonati e malmenati e gli edifici in costruzione vennero distrutti. Tuttavia l'azione di costruzione dell'insediamento non si fermò, fintanto che l'abate rimase in vita.

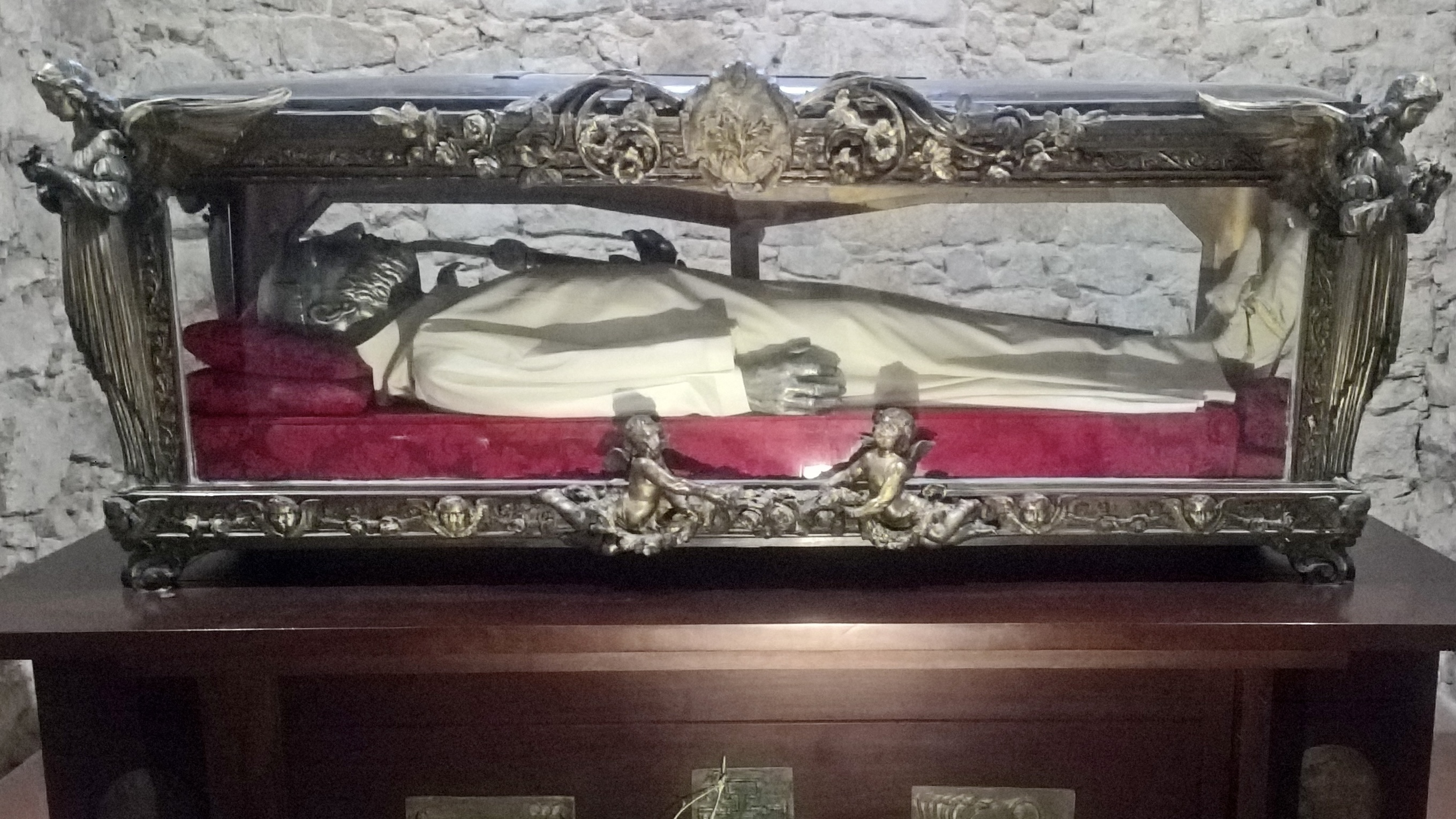
Teca contenente i resti di Giocchino da Fiore, Abbazia Florense (San Giovanni in Fiore)

Gioacchino morì il 30 marzo 1202 presso Canale di Pietrafitta e fu seppellito nel monastero florense della Chiesa di San Martino di Ioue (Tour) in Canale. I suoi resti furono traslati nell'Abbazia Florense verso il 1226, quando la grande chiesa era ancora in costruzione.
L'abate Matteo Vitari, successore di Gioacchino, continuò l'opera ampliando le fondazioni florensi; nel periodo del suo abbaziato (1202-1234), l'ordine florense vantava oltre cento filiazioni, tra abbazie, monasteri e chiese, ognuna dotata di ampi tenimenti-tenute e possedimenti vari, sparsi in Calabria, Puglia, Campania, Lazio, Toscana e rendite che provenivano anche dalle lontane terre di Inghilterra, Galles e Irlanda.

#### I grandi benefattori dell'abate Gioacchino e dell'Ordine florense
La Congregazione florense prima e l'Ordine florense poi (1184-1266) ebbero molti benefattori; fra i tanti vale la pena ricordare:
- Signore di Oliveti: diede a Gioacchino (1184-1190) la possibilità di vivere nel ritiro di Pietralata.
- Tancredi il Normanno: concesse a Gioacchino (1190) il Locum Floris, il Tenimentum Silae, 300 pecore e 112,5 quintali di grano annui.
- Enrico VI di Svevia: concesse a Gioacchino (1194) il Tenimentum Floris e tanti privilegi imperiali.
- Gilberto, vescovo di Cerenzia: concesse (1195) il tenimento Montemarco con la relativa abbazia e filiazioni dipendenti.
- Celestino III: riconobbe nel 1196 la Congregazione florense e i suoi istituti religiosi.
- Costanza d'Altavilla: ratificò a Gioacchino (1198) tutti i beni posseduti dal Monasterio Sancti Johanni de Flore.
- Umfredo Colino e Simone de Mamistra, Giustiziere Regio della Calabria: concessero a Gioacchino (1200) la tenuta di Caput Album (capo Arvo).
- Ugolino, cardinale prete di S. Lorenzo in Lucina, Legato Apostolico in Sicilia: concesse a Gioacchino (1200) la tenuta Albetum in Caput Gratium (Albeto di Capo Crati).
- Federico II di Svevia: concesse a Gioacchino (1200) le tenute Caput Album e Caput Gratis.
- Andrea, arcivescovo di Cosenza: concesse (1201) a Gioacchino la chiesa di San Martino di Jove in Canale (Pietrafitta).
- Stefano, vescovo di Tropea, Gattegrima e Simone de Mamistra (Giustiziere Regio della Calabria), signori di Fiumefreddo: concessero a Giacchino (1201) la chiesa di Santa Domenica, con tutte le sue dipendenze, compreso i tenimenti Flumen Frigidum e Barbaro.

## Culto

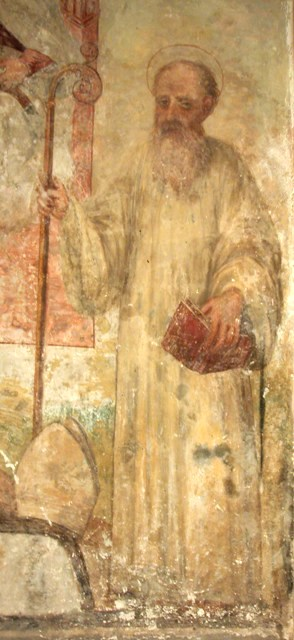
Gioacchino da Fiore con l'aureola, affresco della fine del secolo XVI, cattedrale di Santa Severina

I seguaci di Gioacchino, subito dopo la sua morte ne scrissero le prime biografie e raccolsero le sue opere e le testimonianze dei miracoli ottenuti per sua intercessione, per proporne la canonizzazione. Questo primo tentativo probabilmente non andò a buon fine a causa delle dicerie nate dopo il Concilio Lateranense IV, che nel 1215 dichiarò eretiche alcune posizioni teologiche contenute in un libello contro Pietro Lombardo, ingiustamente attribuito a Gioacchino da Fiore e oggi perduto. Tuttavia la seconda Costituzione Conciliare sull'errore dell'abate Gioacchino dichiarò che: "Con ciò, però, non vogliamo gettare un'ombra sul monastero di Fiore, in cui lo stesso Gioacchino è stato maestro, poiché ivi l'insegnamento è regolare e la disciplina salutare. Tanto più che lo stesso Gioacchino ci ha inviato tutti i suoi scritti perché fossero approvati o corretti secondo il giudizio della Sede apostolica. Ciò egli fece con una lettera, da lui dettata e sottoscritta di proprio pugno, nella quale egli confessa senza tentennamenti di tenere quella fede che ritiene la chiesa di Roma, madre e maestra, per volontà di Dio, di tutti i fedeli" (Cost. 2).
Dante Alighieri (1265-1321), nella Divina Commedia, inserisce Gioacchino da Fiore nel paradiso (canto XII, versi 139-141), tra la schiera dei beati sapienti, corrispondenti agli odierni dottori della Chiesa, accanto ai santi Bonaventura da Bagnoregio, Rabano Mauro e Tommaso d'Aquino. Da ciò si desume il chiaro giudizio di Dante, emesso 110 anni circa dopo la morte dell'abate calabrese.
Un secondo tentativo d'avvio della canonizzazione fu compiuto nel 1346 dall'abate Pietro del monastero florense, che si recò ad Avignone per portare al Sommo Pontefice tutta la documentazione relativa alle grazie e ai miracoli ottenuti dall'abate Gioacchino, sia durante la sua vita sia dopo la sua morte, documentazione di cui tuttavia non v'è più traccia.

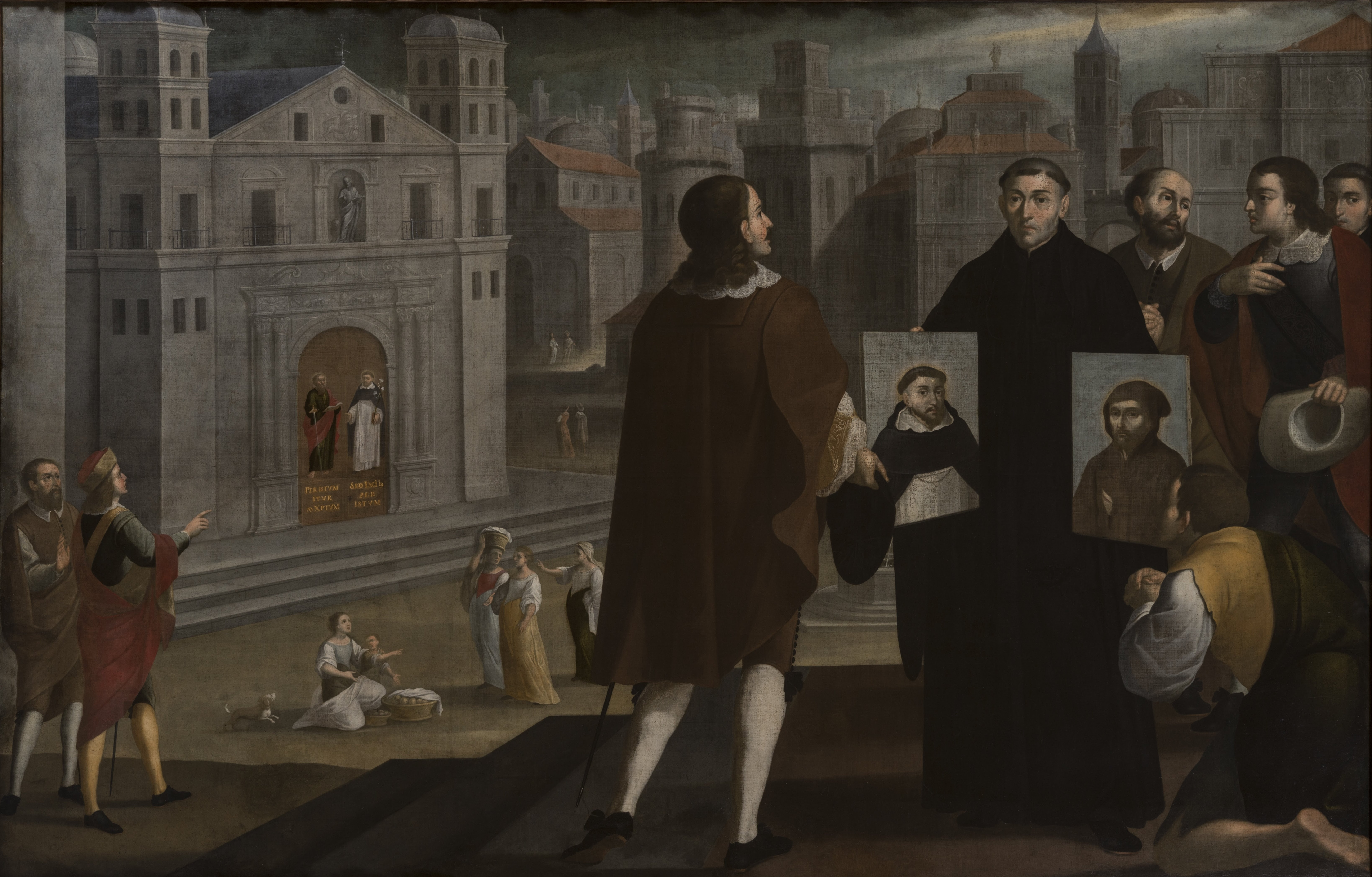
Gregorio Vasquez de Arce y Ceballos, Gioacchino da Fiore mostra i ritratti di San Domenico di Guzmán e San Francesco d’Assisi, 1680; olio su tela, Museo de Arte Colonial, Bogotà (Colombia)

È risaputo che i Cistercensi venerarono come beato l'abate Gioacchino nel loro calendario il 30 marzo, elaborandone perfino l'antifona. Si ritiene che ciò sia avvenuto dopo il 1570, quando i florensi furono fatti confluire nella Congregazione cistercense calabro-lucana. I gesuiti bollandisti nel loro calendario liturgico e nel loro messale avevano incluso l'abate Gioacchino come beato, fissando per lui nell'anno due festività celebrative.
Il 20 luglio 1684 il vescovo di Cosenza, Gennaro Sanfelice, denunciò i monaci cistercensi di San Giovanni in Fiore con un dossier all'Inquisizione poiché tenevano continuamente accesa una lampada sull'altare, vicino al sepolcro dell'abate Gioacchino. Tale denuncia causò una serie di problemi relativi al culto e alle reliquie e alla sua fama.
All'approssimarsi dell'ottavo centenario della morte dell'abate Gioacchino, il 25 giugno 2001 l'Arcidiocesi di Cosenza-Bisignano iniziò nuovamente l'iter per la canonizzazione, di cui risulta conclusa la fase diocesana, passando a quelle successive.

## Opere

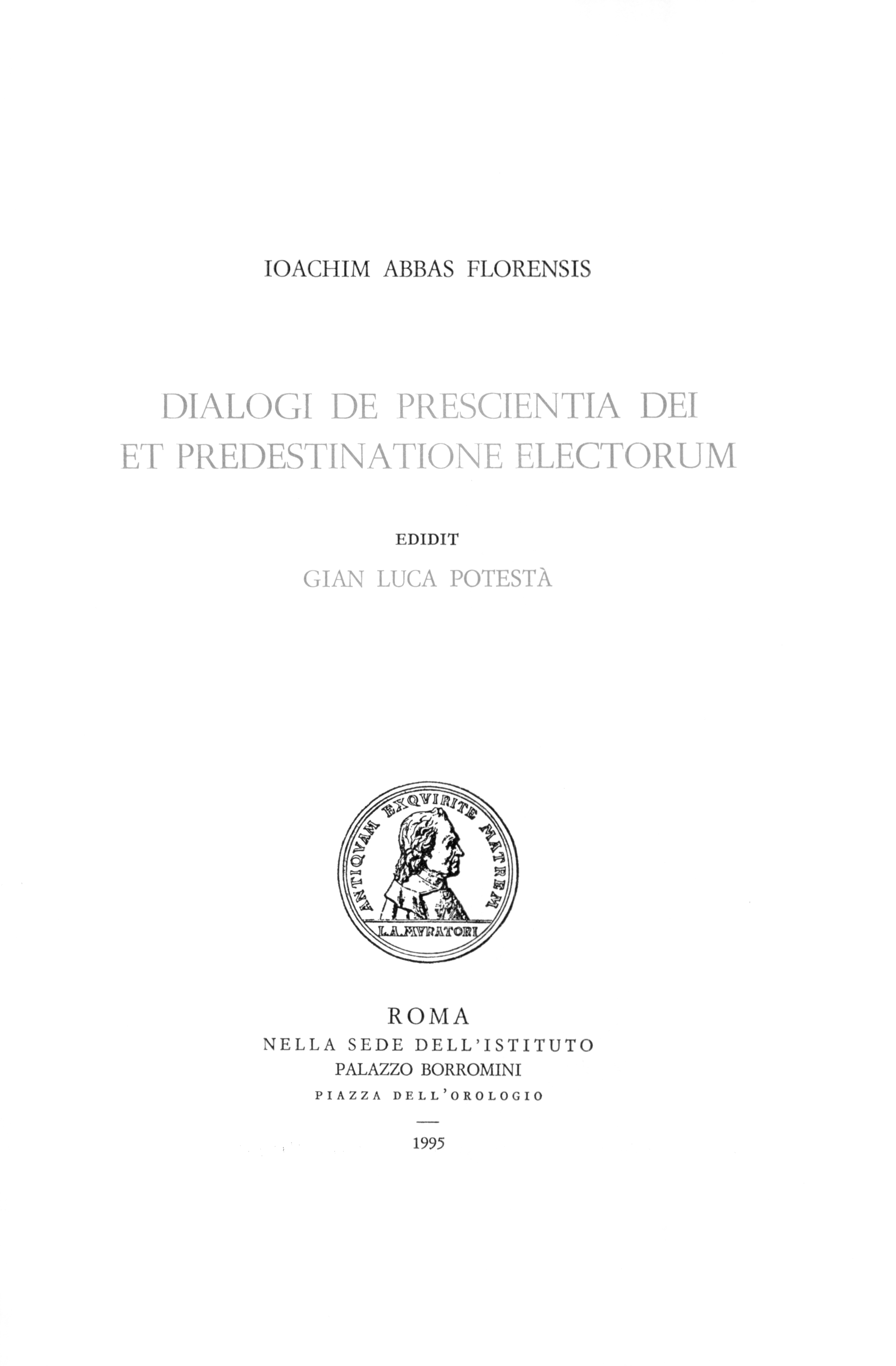
Dialogi de prescientia Dei

Gioacchino, esortato da papa Lucio III, mise per iscritto la sua originale interpretazione delle Sacre Scritture.
 Le sue opere principali sono:
- Concordia Novi ac Veteris Testamenti
- Expositio in Apocalypsim
- Psalterium decem chordarum

A queste vanno aggiunte:
- Adversus Iudaeos[8] - edizione  Adversus Iudeos, collana Fonti per la storia d'Italia, n. 95, Roma, Istituto storico italiano per il Medio Evo Roma, 1957. URL consultato il 30 aprile 2015.
- Apocalypsis Nova
- De Articulis Fidei - edizione  De articulis fidei, collana Fonti per la storia d'Italia, n. 78, Roma, Tipografia del Senato, 1936. URL consultato il 30 aprile 2015.
- De prophetia ignota
- De Septem Sigillis
- Dialogi de Praescientia Dei et de praedestinatione electorum - edizione  Dialogi de prescientia Dei et predestinatione electorum, collana Fonti per la storia dell'Italia medievale. Antiquitates, n. 4, Roma, Istituto storico italiano per il Medio Evo Roma, 1995. URL consultato il 30 aprile 2015.
- Liber Figurarum (Libro delle figure) scoperto da Leone Tondelli nel 1937

- Enchiridion super Apocalypsim
- Epistulae

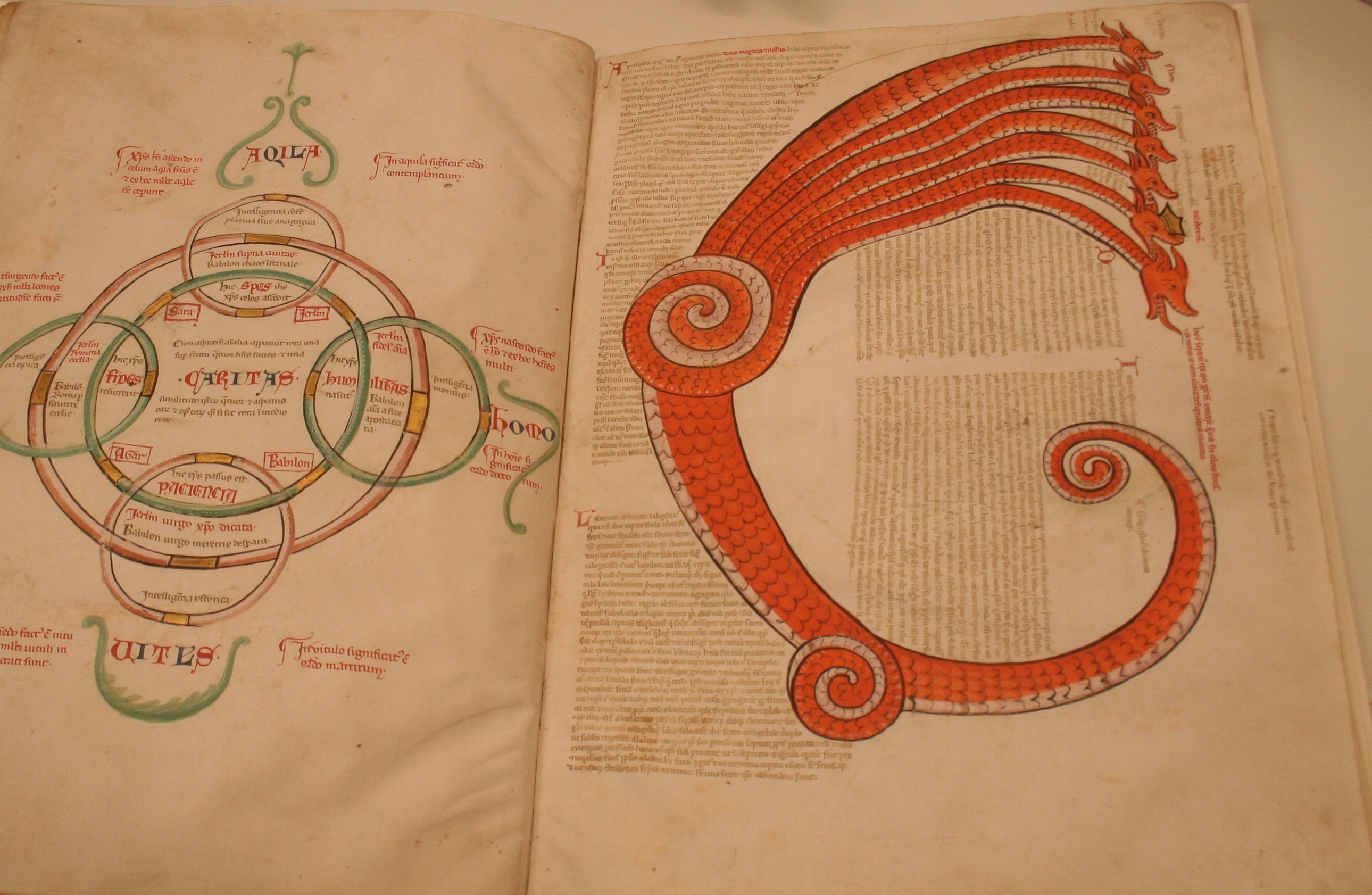
Pagina del Liber Figurarum, XII Sec.

- Inteligentia super calathis ad abbatem Gaufridum
- Testamentum
- Universis Christi fidelibus
- Exhortatorium Iudeorum
- Genealogia
- Poemata duo: De Gloria Paradisi (Visio Admirandae Historiae), Hymnus de patria coelesti
- Prefatio in Apocalypsim
- Professio fidei
- Quaestio de Maria Magdalena
- Sermones
- Soliloquium
- Tractatus super quattuor Evangelia - edizione  Tractatus super quatuor evangelia, Fonti per la storia d'Italia, n. 67, Torino, Bottega d'Erasmo, 1966. URL consultato il 30 aprile 2015.
- Tractatus in expositionem et regulae beati Benedicti
- Ultimis Tribulationibus

Sono inoltre conosciuti:
- Testi apocrifi:
  - Liber contra Lombardum
  - Super Hieremiam
  - Praemissiones e Super Esaiam
  - De oneribus prophetarum
  - Expositio super Sibillas e Merlino
  - Vaticinia de Summis Pontificibus (di dubbia provenienza)
- Altri manoscritti vari, chiamati Opuscoli.

## Le intuizioni di Gioacchino da Fiore
Gioacchino da Fiore ribaltò la tesi di Agostino d'Ippona, secondo il quale una libertà perfetta durante la vita terrena era impossibile. Egli infatti mise in evidenza che la legge fondamentale dell’attuarsi della salvezza è in continua evoluzione, a partire dal tempo dell’Antico e Nuovo Testamento fino al tempo dello Spirito Santo, la Nuova Età. Gioacchino parlò di una completa libertà dello spirito nell'ultima fase della storia, a differenza di sant'Agostino. Il filosofo Massimo Iiritano afferma: «Karl Löwith nel suo testo Significato e fine della storia inserisce Gioacchino da Fiore nel confronto e nella rottura con Agostino. Gioacchino ed Agostino si confrontano a distanza di secoli sul verso dell'Apocalisse che parla della venuta del millennio precedente alla fine del mondo e che aveva animato nel Medioevo forti tensioni. Gioacchino ribalta l’interpretazione agostiniana [...] C’è un tempo storico, definito da Gioacchino da Fiore la terza età della storia, ossia l’età dello spirito, in cui è possibile prefigurare una Gerusalemme celeste che si realizza nella storia, un tempo finale della storia come tempo di pienezza. La storia quindi è intesa da Gioacchino da Fiore come il tempo in cui è possibile avvicinarsi alla pienezza promessa dal Regno di Dio».

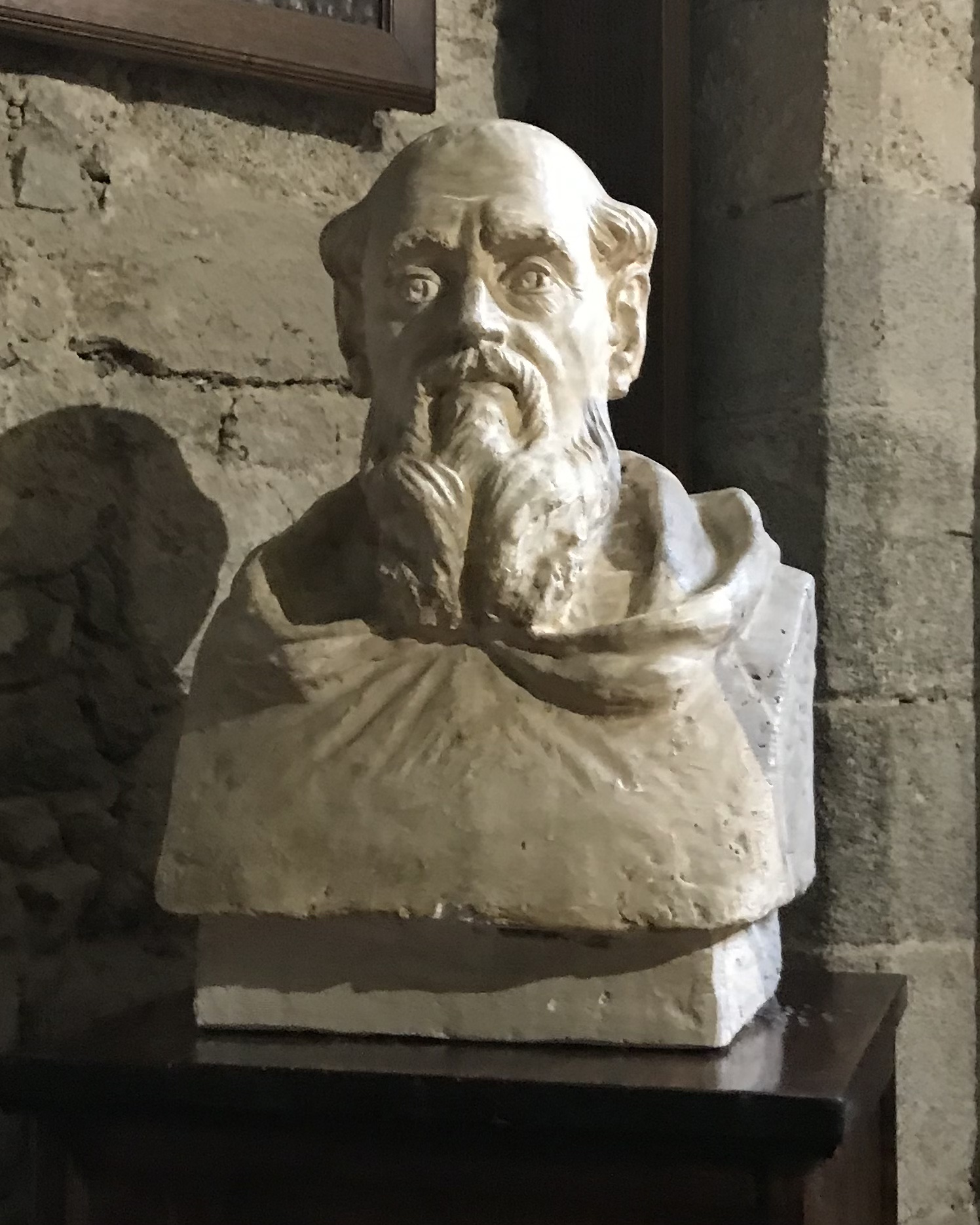
Busto di Gioacchino da Fiore, Abbazia Florense (San Giovanni in Fiore)

Secondo Gian Luca Potestà nella sua recensione a Refrigerio dei Santi, Gioacchino da Fiore, «segna comunque una svolta nella coscienza escatologica medievale, in quanto è il primo a rompere il "tabù agostiniano" riguardo ad Apocalisse 20 e ad avanzare, in modo cauto ma netto l'idea che la ligatio Sathane per annos mille vada riferita al tempo imminente di pace terrena, situato fra la prossima venuta dell'Anticristo e le persecuzioni finali di Gog e Magog». Sulla stessa linea si pone Robert E. Lerner, che evidenzia come il teorema di Sant'Agostino, della suddivisione della storia in tre periodi: Ante legem, sub lege, sub gratia, viene rivisto da Gioacchino che introduce nel dramma il quarto atto: Itaque tempus ante legem, secundum sub lege, tertium sub evangelio, quartum sub spiritali intellectu", dimostrando così la sua straordinaria originalità interpretativa delle Sacre Scritture.
Gioacchino da Fiore tra le tante ebbe tre interessanti e originali intuizioni.
- Ha cercato e provato che esistono diverse forme di concordia tra l'Antico e il Nuovo Testamento, il primo indissolubilmente legato al periodo del Padre, il secondo indissolubilmente legato al periodo del Figlio. Da questo concetto, noto come modello "binario della teologia della storia", data la piena proporzionalità da lui riscontrata, intuisce la possibilità di "proiettare con fiducia il corso della storia cristiana oltre l'età apostolica sino al presente, e da qui verso il futuro" (Lerner). Sulla base di questo sistema di concordanza tra i due Testamenti, attraverso lo studio accurato delle Scritture, ritiene di poter scrutare nel futuro, assicurando che i due Testamenti assicuravano le medesime certezze. Dopo di che passa ad interpretare l'Apocalisse, l'ultimo libro del Secondo Testamento, e anche qui ritrova a suo modo di dire la continuità dell'intera storia della chiesa, passata, presente e futura. Gioacchino ha sempre sostenuto a chiare lettere di essere un interprete ispirato della Scrittura, piuttosto che un profeta, egli, infatti, rifuggì dal rappresentare il tempo finale con parole diverse da quelle direttamente tratte dalla Scrittura.
- Da questo concetto binario, Gioacchino elabora un "modello ternario", connesso strettamente alla santissima Trinità, dimostrandolo con alcuni concetti fondamentali attraverso l'analisi teologico-iconografica delle lettere "ALFA" e "OMEGA".
- Dallo sviluppo di queste due concezioni basilari Gioacchino approdò allo sviluppo dei concetti riferiti alle "tre Età della Storia terrena", sostenendo che se c'era stato il tempo in cui ha operato prevalentemente il Padre e il tempo in cui ha operato prevalentemente il Figlio, allora doveva esserci anche un tempo in cui opererà prevalentemente lo Spirito Santo, che procede dal Padre e dal Figlio. La scansione del tempo che l'abate di Fiore elabora si basa sulle tre epoche fondamentali:
  - Età del Padre: corrispondente alle narrazioni dell'Antico Testamento, estesa nel tempo che va da Adamo ad Ozia, re di Giuda (784-746);
  - Età del Figlio: rappresentata dal Vangelo e compresa dall'avvento di Gesù, estesa nel tempo che va da Ozia fino al 1260;
  - Età dello Spirito Santo: estesa nel tempo che va dal 1260 fino alla fine del "millennio sabbatico", ovvero quel periodo in cui l'umanità attraverso una vita vissuta in un clima di purezza e libertà avrebbe goduto di una maggiore grazia. In questa età, una nuova Chiesa tutta spirituale, tollerante, libera, ecumenica, prende il posto della vecchia Chiesa dogmatica, gerarchica, troppo materiale.[10]

L'età dello Spirito ricomprende le età precedenti in un regno dove i conflitti sono pacificati, le guerre eliminate e l'uomo rigenerato dallo svelamento dei misteri e - secondo alcune interpretazioni - il ricongiungimento di cristiani ed ebrei, fino ad ora divisi dalla parziale illuminazione di Primo e Secondo Testamento.
Con tale teorema Gioacchino estende il tempo della storia, proponendo la dilazione del tempo della salvezza. Gioacchino elabora pertanto, prima il modello dell'albero dei due avventi, poi i tre alberi, quello sviluppato nell'età del Padre, quello sviluppato nell'età del Figlio e quello che si svilupperà nell'età dello Spirito Santo. Gioacchino crede di vivere nella fase finale di una sesta età, cui ne seguirà una settima e ultima, tutta intrastorica, fatta dell'incremento dei doni dello Spirito fino al compimento del sabato eterno, stagione della pienezza della grazia donata.
Nell'età dello Spirito l'etica non ha più il carattere punitivo e rigido dell'età del Padre: il disvelamento è una progressiva apertura verso un Dio benevolente, essenzialmente Amore, in cui si muove da un Padre del Primo Testamento, che è giudice/Dio guerriero/padrone dell'uomo e della natura severo-vendicativo e misterioso/trascendente, al Figlio che dona la vita per la salvezza dell'uomo mostrandosi come Amore e Verità, allo Spirito che completa questa dimensione rivelata.
L'inesorabilità della storia, secondo Gioacchino, è data da un ossessionante computo delle generazioni, che a volte valgono un'estensione di tempo a volte no. Con questo meccanismo complesso elabora una sorta di "linea del tempo", che va dalla "Genesi" al "Giudizio Universale". I due capi segnano i confini estremi della storia della salvezza che si sviluppa all'interno di questa linea del tempo. Gioacchino si chiede quanto è lunga questa linea del tempo e a quale punto di questa linea egli si trova, quindi da qui sviluppa una serie di calcoli e combinazioni teologiche del tutto originali. Robert E. Lerner sostiene che "Nella sua visione, ciò poteva essere conseguito soltanto con lo studio il più approfondito della Scrittura ed egli si sentiva fiducioso che, mediante nuove strategie di lettura, sarebbe stato in grado di portare alla luce messaggi predittivi della Scrittura, che sino ad allora erano rimasti segreti". Tutta la sua attività ha finito per qualificarlo come un ambizioso pensatore cristiano, ricercatore irrefrenabile di parallelismi, allusioni e predizioni. Il filosofo Giovanni Giraldi sottolinea invece l'aspetto in cui Gioacchino da Fiore parla di Età dello Spirito riferendosi esplicitamente a un ordo spiritualis monachorum, una sorta di chiesa privilegiata di monaci - spiriti superiori - in seno alla Chiesa di Cristo, e quindi non una chiesa alternativa.
Nel suo Monasterium delinea una struttura sociale, ovviamente a carattere teologico, ma dove gli umani trovano la loro collocazione non in base al potere o al denaro o alla discendenza, ma in base alle loro tendenze, al loro carattere e al loro stato (persone contemplative, persone attive, persone dedite alla famiglia, anziani e deboli di salute, studiosi etc) e sotto la pacifica guida di un abate. Il Monasterium ipotizza una riforma radicale e una ristrutturazione che mette in crisi l'organizzazione della chiesa che condanna pubblicamente le sue idee e le sue opere nel concilio Lateranense del 1215: per l'affermazione di un disvelamento progressivo di Dio in tre epoche che mette in crisi l'idea dell'Unità delle Tre Persone divine, per la teoria di fondo secondo cui la verità non si esaurisce col cristianesimo, ma occorre un altro evento che ripari la storia, permettendo agli uomini di godere di un'età di perfezione.

## Monasterium

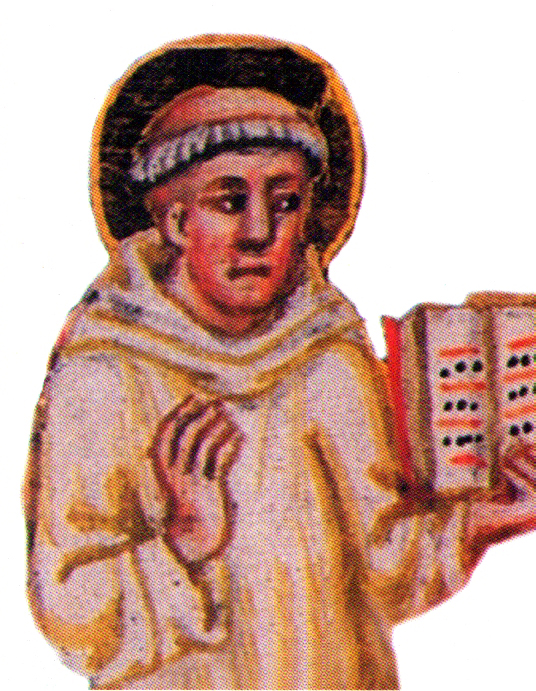

All'interno dei suoi ossessionanti calcoli cronosofici e millenaristi Gioacchino da Fiore elabora anche uno schema di vita religiosa per il tempo futuro, quello dello Spirito, riassunto nella tavola XII del Liber Figurarum. Esso descrive una congregazione religiosa, raggruppata in un insediamento denominato Monasterium, formata da persone con diversa spiritualità, raggruppate sapientemente in sette oratori:
- Oratorio della Santa Madre di Dio e della Santa Gerusalemme: in tale oratorio si trova l'abate
- Oratorio di San Giovanni Evangelista: dedicato alla vita contemplativa
- Oratorio di San Pietro: dedicato agli anziani o ai deboli di salute, lavori manuali leggeri
- Oratorio di San Paolo: dedicato allo studio
- Oratorio di San Stefano: dedicato a chi ha inclinazione per la vita attiva
- Oratorio di San Giovanni Battista: per sacerdoti e clerici
- Oratorio del santo patriarca Abramo: per laici coniugati e le loro famiglie

Al Monasterium potevano quindi partecipare laici coniugati e non, clero secolare e conventuale, monaci spirituali. Tutti vivono sotto la guida di un unico abate che presiede l'istituto religioso, disponendo e regolando, per i gruppi e per ognuno, una sorta di scala d'accesso al Paradiso, da conquistare vivendo nella comunità. L'insediamento religioso è strutturato a modello di nuova Gerusalemme terrena con schema somigliante alla Gerusalemme dei cieli. Il Monasterium gioachimita delinea diversi aspetti comportamentali e sociali che rispettati saranno utili a varcare la porta d'accesso alla vita eterna. Il passaggio da un oratorio a un altro si conquista glorificando il Padre eterno, ognuno per le proprie possibilità e a seconda del grado spirituale concesso ad ogni singolo individuo da Dio. Il progresso spirituale non è precluso a nessuno, per cui tutti possono aspirare ad accedere al Paradiso.
Il modello proposto dal Monasterium rappresentò una rivoluzione per due aspetti:
- esso affranca ampi strati della società sia dalla feudalità ecclesiastica sia da quella "baronale";
- esso coinvolgeva tutti i modelli religiosi integrando nel Monasterium perfino i laici, che al tempo erano ai margini della vita religiosa e della società civile.

Questo modello monastico fu quindi osteggiato anche all'interno della chiesa del XIII secolo.

## Fonte di ispirazione per Cristoforo Colombo
Il pensiero di Gioacchino da Fiore ha ispirato numerosi personaggi nel corso della storia, tra cui anche Cristoforo Colombo. Come testimoniano gli scritti, egli era consapevole delle profezie di Gioacchino sulla fine dei tempi e sull'avvento del Tempo dello Spirito Santo. 
Nella Raccolta completa degli scritti di Cristoforo Colombo, nella quale egli illustra e documenta la scoperta dell’America, si trova scritto: "[…] dico che io debbo allo Spirito Santo tutta la mia navigazione dalla mia giovinezza in poi […]".
Non solo quindi Colombo cita Gioacchino da Fiore nel Libro delle profezie (Libro de las Profecías), ma sempre nella Raccolta completa degli scritti di Cristoforo Colombo, nella lettera estratta dalla Biblioteca Colombina di Siviglia. 138 n. 25, Cristoforo Colombo riconosceva il significato simbolico del Monte Sion nella Bibbia, il colle a oriente della Gerusalemme celeste, la città ideale e spirituale:
"[…] L'abbate Gioachino disse, dover uscire di Spagna colui che ha da reedificare la casa del monte Sion[…]".

## Diffusione del pensiero gioachimita

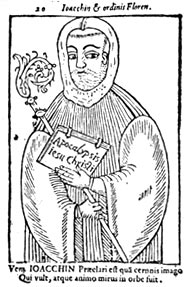

### Concilio Lateranense e prime reazioni
La complessa e innovativa teologia della storia generò tensioni, specialmente nella scuola teologica di Parigi, storicamente a lui avversa. Nel 1215, il Concilio Lateranense IV dichiarò eretiche alcune frasi contro Pietro Lombardo di un'opera sulla Trinità falsamente attribuita a Gioacchino. Da questo equivoco se ne generarono altri, fintantoché lo stesso Papa Innocenzo III con bolla del 2 dicembre 1216 informa il vescovo di Lucca di non infamare l'abate Gioacchino, giacché l'Abate è considerato dalla Curia Romana un vero Cattolico (eum virum catholicum reputamus). Con parole dello stesso tenore si espresse Papa Onorio III con la Bolla del 5 dicembre 1220 con cui dà mandato all'arcivescovo di Cosenza (Luca Campano) di difendere i Monaci Florensi dalle false accuse rivolte al loro fondatore.

### Neo Gioachimiti e il Gioachimismo
Nei secoli, il pensiero di Gioacchino da Fiore è stato studiato, divulgato e diffuso. Si possono distinguere due gruppi di studiosi:
- i gioachiniani e gioachimiti, che hanno rispettato fedelmente le opere originarie;
- gli pseudo gioachimiti o gioachimisti, che hanno recepito solo in parte le tesi proposte, spesso aggiungendo teoremi teologici estranei al pensiero originario.

Tra i più grandi sostenitori dell'abate calabrese furono certamente i monaci florensi che ne seguirono la dottrina e l'esempio, ma egli suscitò interesse anche presso alcuni monaci cistercensi tra i quali:
- Luca Campano: il primo dei seguaci eloquenti, egli fu scriba dell'abate nell'abbazia di Casamari, poi abate della Sambucina e infine Arcivescovo di Cosenza; a lui si ascrive una “vita” di Gioacchino
- Raniero Da Ponza: monaco vissuto a stretto contatto con Gioacchino, come “socio”, a Pietralata e a Fiore, tra il 1188 e il 1195; egli fu poi nominato da Papa Innocenzo III legato apostolico in Francia meridionale e Spagna e in quelle terre diffuse la teologia di Gioacchino da Fiore, spargendo in quelle terre diversi semi che germineranno nel corso del secolo XIII.
- l'abate Matteo da Fiore de la Tuscia, che fu il suo primo successore e guidò la Congregazione Florense dal 1202 al 1234, finché non fu eletto arcivescovo di Cerenzia. Egli ebbe il merito di far copiare, ricopiare, ovvero duplicare tante volte tutte le opere di Gioacchino per diffonderle nei principali centri religiosi della penisola italiana e in tutta Europa. Se le opere di Gioacchino da Fiore sono giunte fino ai nostri giorni gran merito va all'abate Matteo da Fiore e agli scribi e amanuensi florensi che si adoperarono in questo immane lavoro di copiatura e duplicazione.

La teologia di Gioacchino grazie a questi tre uomini si diffuse rapidamente, specialmente presso i Francescani spirituali francesi e italiani in vario modo. Tra questi:
- Il provenzale Ugo di Digne (1200/1210-?)
- Giovanni da Parma (1208-1289), discepolo di Ugo e
- Gerardo di Borgo San Donnino (?-1276), discepolo a sua volta di Giovanni da Parma, che si fece promotore del concetto relativo al Vangelo Eterno; scomunicato per eresia, fu condannato al carcere a vita

Tra gli altri, si avvicinarono al pensiero di Gioacchino:
- Salimbene de Adam da Parma,
- l'inglese Ruggero Bacone (1214-1292),
- la suora dell'ordine delle Umiliate Guglielma la Boema (?-1282),
- la consorella Maifreda da Pirovano (?- 1300),
- il teologo laico di questo gruppo milanese Andrea Saramita (?-1300),
- il francescano francese Pietro di Giovanni Olivi (1248-1298), che influenzò Giovanni di Rupescissa (Jean de Rochetaillade) (1300/1310-1366) e Giovanni di Bassigny.
- il provenzale Raymond Geoffroi, Ministro generale francescano (1289).
- Ubertino da Casale (1259-1330), immortalato nelle pagine di Dante, era insieme a Pietro di Giovanni Olivi in Santa Croce a Firenze dal 1287 al 1289.
- il pesarese Angelo Clareno (1247-1337), riconosciuto fondatore dei Fraticelli della vita povera, e i seguaci di quest'ultimo, amico di Ubertino da casale.
- Michele da Cesena (1270-1342) e Jacopone da Todi (1230-1306),
- l'eclettico catalano Arnaldo de Villanova (1234/1240-1312/1313),
- Francesco d'Appignano (Francesco della Marchia) (1285-90- dopo il 1344),
- l'inglese Guglielmo di Ockham (1280-1349),
- il francese Jean de Jandun (Giovanni di Janduno) (ca.1280-1328),
- Marsilio da Padova (ca.1270- circa1342),
- Bernard Délicieux (1260-1320),
- Gentile da Foligno, priore generale degli agostiniani nel 1332,
- Michele Berti da Calci (?-1389),
- Papa Celestino V (1215-1296),
- Cola di Rienzo (1314-1354),
- il sassone Federico di Brunswick,
- il catalano Francesc Eiximenis (ca.1330-1409),
- Nicola di Buldesdorf (?- 1446),
- Girolamo Savonarola (1452-1498)

Certo quest'elenco è solo una piccola parte di un numero molto più folto di uomini colti che sono stati influenzati dalla sua teologia.
Nonostante molti francescani spirituali abbiano subito condanne e reclusioni come filo gioachimiti o ritenuti tali, l'influenza di Gioacchino nell'ordine dei fraticelli d'Assisi rimase viva, sia nella prima fase sia nei periodi successivi. La prova più eclatante è la presenza di Gioacchino nell'arte medievale:
- Nell'apparato scultoreo e figurativo del Duomo di Assisi,
- Nella Divina Commedia Gioacchino e le sue idee vengono citate direttamente o indirettamente diverse volte Paradiso, Canto XII, (vv. 140-141),
- la struttura urbanistica che i francescani dettero alle prime fondazioni americane, quali Puebla de Los Angeles, Veracruz, Los Angeles, ecc.
- la struttura compositiva elaborata da Michelangelo Buonarroti nella Cappella Sistina, secondo lo studio di H. W. Pfeiffer S.J.

Nel XIX secolo la teologia di Gioacchino da Fiore sull'età dello Spirito fu adottata e diffusa dallo scrittore cattolico Léon Bloy.  Anche nella Chiesa cattolica contemporanea, specialmente dopo il Concilio Vaticano II, diversi osservatori individuano il fiorire della ecclesia spiritualis di concezione gioachimita. Secondo l'analisi accurata di Henri-Marie de Lubac, teologo gesuita e poi cardinale, fra questi protagonisti della storia recente influenzati dal gioachimismo abbiamo: papa Giovanni XXIII con la sua invocazione a «una nuova Pentecoste», contrapponendo lo «spirito» del Concilio alla sua «lettera» e nuova Chiesa «spirituale» al posto di quella vecchia «carnale»; la «Chiesa dei poveri» del cardinale Giacomo Lercaro e del teologo don Giuseppe Dossetti, la corrente intellettuale dominante nel cattolicesimo italiano della seconda metà del secolo XX; Ignazio Silone su papa Celestino V, «figlio degli Abruzzi e di un cattolicesimo popolare impregnato di gioachimismo»; la "teologia della speranza" del gesuita Michel de Certeau e del protestante Jürgen Moltmann, ispirate dalle concezioni escatologiche di Ernst Bloch. Barack Obama, presidente degli Stati Uniti dal 2009 al 2017, fece del pensiero di Gioacchino da Fiore un punto di riferimento: nella stesura della sua tesi di laurea, lo citò a più riprese durante la sua campagna elettorale per le presidenziali, che definisce come "maestro della civiltà contemporanea" e "ispiratore di un mondo più giusto", usato non come citazione generica ma con specifico riferimento al moto "change we can", «per indicare la necessità di un cambiamento radicale della storia.[...], citando il portabandiera di una società più giusta, e pensando all'apertura di un'epoca straordinaria, in cui lo spirito riuscirà a cambiare il cuore degli uomini».

### Centro Internazionale Studi Gioachimiti
Il Centro Internazionale Studi Gioachimiti cura l'edizione critica delle opere scritte da Gioacchino da Fiore, conservate in diversi codici manoscritti sparsi in diversi luoghi del mondo. Esso opera attraverso un Comitato Scientifico Internazionale e un Comitato Editoriale Internazionale e promuove ogni cinque anni un Congresso Internazionale di Studi a tema, relativo a Gioacchino dal Fiore e al Gioachimismo. A cadenza annuale stampa la rivista Florensia che contiene studi connessi a Gioacchino e al Gioachimismo. Il centro studi ha sede in San Giovanni in Fiore.

### Causa di Beatificazione e celebrazioni dell'VIII centenario della morte
Nel 2001 l'arcivescovo di Cosenza-Bisignano Giuseppe Agostino ha avviato le fasi preliminari per l'apertura dell'eventuale processo di canonizzazione. Attualmente il postulatore della Causa di Beatificazione e Canonizzazione, nominato dall'Arcivescovo di Cosenza-Bisignano, è il Sac. Enzo Gabrieli del clero della stessa arcidiocesi cosentina. In occasione dell'ottavo centenario l'Arcidiocesi ha costituito una Commissione di periti medici per la Ricognizione Canonica, una Commissione storica e una Commissione teologica per gli studi sull'Abate.
Nello stesso anno il Ministero per i Beni e le Attività Culturali ha istituito il Comitato per le celebrazioni dell'VIII centenario della morte dell'Abate Gioacchino da Fiore per promuovere la conoscenza di Gioacchino e del suo pensiero. Il programma fu redatto da Cosimo Damiano Fonseca, Professore di Storia Medioevale all'Università degli Studi di Bari, Accademico dei Lincei e direttore del Comitato scientifico del Centro Internazionale Studi Gioachimiti. Il comitato che ha agito fino a giugno 2006, ha promosso tre congressi:
- il primo itinerante da Roma a San Giovanni in Fiore, passando per Casamari, Fossanova, Anagni, Cosenza, Luzzi e Pietrafitta,
- il secondo a Bari,
- il terzo a Palermo.

Il Comitato per le Celebrazioni ha anche promosso l'edizione della raccolta dei Codici Gioachimiti, l'Atlante delle Fondazioni Florensi, un libro sulle vicende dell'Ordine Florense, un altro relativo ai Vaticini, conservati presso la biblioteca del duomo di Monreale.

### Riferimenti nella cultura di massa
- Di Gioacchino da Fiore si parla nel film Il Monaco che vinse l'Apocalisse,[19] diretto da Jordan River.

### Testi (in traduzione italiana)
- Gioacchino da Fiore, Sull'Apocalisse, a cura di Andrea Tagliapietra, Milano, Feltrinelli, 1994, ISBN 88-07-82089-7.
- Gioacchino da Fiore, Introduzione all'Apocalisse, traduzione di Gian Luca Potestà, prefazione di Kurt-Victor Selge, Roma, Viella, 1996.
- Gioacchino da Fiore, Commento ad una profezia ignota, a cura di Matthias Kaup, traduzione di Gian Luca Potestà, Roma, Viella, 1999.
- Gioacchino da Fiore, Trattato sui quattro vangeli, a cura di Gian Luca Potestà, traduzione di Letizia Pellegrini, Roma, Viella, 1999.
- Gioacchino da Fiore, Dialoghi sulla prescienza divina e predestinazione degli eletti, a cura di Gian Luca Potestà, Roma, Viella, 2001.
- Gioacchino da Fiore, Il Salterio a dieci corde, a cura di Fabio Troncarelli, Roma, Viella, 2004.
- Gioacchino da Fiore, Sermoni, a cura di Valeria de Fraja, Roma, Viella, 2007.
- Gioacchino da Fiore, I sette sigilli/De septem sigillis, a cura di J.E. Wannenmacher, traduzione di Alfredo Gatto, con un saggio di Andrea Tagliapietra, Milano, Mimesis, 2013.

### Studi
- Antonio Maria Adorisio, La "leggenda" del santo di Fiore / Beati Ioachimi abbatis miracula, Manziana, Vechiarelli, 1989.
- Ernesto Buonaiuti, Gioacchino da Fiore: i tempi, la vita, il messaggio, Roma, Collezione meridionale, 1931.
- Carmelo Ciccia, Dante e Gioachino da Fiore, in La sonda, Roma, dicembre 1970; poi incluso nel libro dello stesso autore Impressioni e commenti, Milano, Virgilio, 1974.
- Carmelo Ciccia, Dante e Gioacchino da Fiore, postfazione di Giorgio Ronconi, Cosenza, Pellegrini, 1997.
- Carmelo Ciccia, La santità di Gioacchino da Fiore (Par. XII), in Allegorie e simboli nel Purgatorio e altri studi su Dante, Cosenza, Pellegrini, 2002, ISBN 88-8101-114-X.
- Carmelo Ciccia, Saggi su Dante e altri scrittori: Gioacchino da Fiore..., Cosenza, Pellegrini, 2007, ISBN 978-88-8101-435-4.
- Luigi Costanzo, Il profeta calabrese, Roma, Direzione della Nuova Antologia, 1925.
- Antonio Crocco, Gioacchino da Fiore e il gioachimismo, Napoli, Liguori, 1986.
- Francesco D'Elia, Gioacchino da Fiore un maestro della civiltà europea: antologia dei testi gioachimiti tradotti e commentati, Soveria Mannelli, Rubbettino, 1991.
- Valeria de Fraja (a cura di), Atlante delle fondazioni Florensi, vol. II, Soveria Mannelli, Rubbettino, 2006.
- Valeria de Fraja, Oltre Cîteaux. Gioacchino da Fiore e l'ordine florense, Roma, Viella, 2006.
- Pietro De Leo, Gioacchino da Fiore: aspetti inediti della vita e delle opere, Soveria Mannelli, Rubbettino, 1988.
- Henri de Lubac, La posterità spirituale di Gioacchino da Fiore, Milano, Jaca Book, 1981-83.
- Francesco Foberti, Gioacchino da Fiore, Firenze, Sansoni, 1934.
- Enzo Gabrieli, Le spoglie mortali del Servo di Dio Gioacchino da Fiore. Sepoltura e traslazioni, in Abate Gioacchino, a. 0, n. 1, 2003,  pp. 89-94.
- Enzo Gabrieli, Una vita di Gioacchino da Fiore, in Abate Gioacchino, a. II, n. 4, 2005,  pp. 81-88.
- Enzo Gabrieli, La fama sanctitatis dell'abate di Fiore, in Vele Spiegate, a. 2, n. 2, 2010.
- Enzo Gabrieli, Una Fiamma che brilla ancora. La Fama sanctitatis dell'Abate Gioacchino, Cosenza, Comet Editor Press, 2010.
- Enzo Gabrieli, L'utopismo di una età spirituale dell'abate calabrese, in Fides Quaerens, a. 2, n. 1-2, 2011,  pp. 237-245.
- Enzo Gabrieli, Gioacchino da Fiore, santo o eretico?, in Rogerius. Bollettino dell'Istituto della Biblioteca Calabrese, anno XV, n. 1, Soriano C., gennaio-giugno 2012,  pp. 77-81.
- Enzo Gabrieli, La fama sanctitatis dell’abate di Fiore?, in Rogerius. Bollettino dell'Istituto della Biblioteca Calabrese, anno XV, n. 2, Soriano C., luglio-dicembre 2012,  pp. 93-102.
- Enzo Gabrieli, L'abate calabrese "vide e profetizzò" il nuovo ordine spirituale. Una nuova scoperta iconografica nel chiostro del convento cappuccino di Sursee (Svizzera), in Rogerius. Bollettino dell'Istituto della Biblioteca Calabrese, anno XVI, n. 2, Soriano C., luglio-dicembre 2013,  pp. 39-45.
- Enzo Gabrieli, Il valore della Grancia di San Martino di Canale per la fama sanctitatis di Gioacchino da Fiore - Cosenza 8/9/2015, in Pasquale Lopetrone, San Martino di Giove a Canale di Pietrafitta: restauri 2014-2015, San Giovanni in Fiore (CS), Pubblisfera, 2015, ISBN 978-88-97632-61-0. Ospitato su academia.edu.
- Enzo Gabrieli, Il monachesimo di Gioacchino, in Fides Quaerens, a. 10, n. 1, 2019,  pp. 185-197.
- Enzo Gabrieli, Gioacchino da Fiore l'ultimo rappresentante della teologia monastica, in Fides Quaerens, a. 11, n. 1, 2020,  pp. 35-58.
- Enzo Gabrieli, La Visita Pastorale di S. E. Monsignor Gennaro Sanfelice del 1666, Arcivescovo di Cosenza, in Atti Chiesa, Vescovi e Cattedrale di Cosenza dalla Controriforma a fine Seicento, relazione tenuta alla giornata di studio sulla Cattedrale di Cosenza 24 marzo 2022, vol. I, ottobre 2022,  pp. 112-119.
- (DE) Herbert Grundmann, Studien uber Joachim von Floris, Leipzig-Berlin, 1927.
- Herbert Grundmann, Gioacchino da Fiore. Vita e opere, a cura di G. L. Potestà, traduzione di S. Sorrentino, Roma, Viella, 1997.
- Pasquale Lopetrone, Monastero di San Giovanni in Fiore. Repertorio del cartulario dal 1117 al 13 settembre 1500, S. Giovanni in Fiore, Edizioni Pubblisfera, 1999.
- Pasquale Lopetrone, La cripta dell'archicenobio florense: strutture originarie e superfetazioni storiche, in Florensia, Bollettino del Centro Internazionale Studi Gioachimiti, Comunicazioni al 5º Congresso Internazionale di Studi Gioachimiti – San Giovanni in Fiore, Settembre 1999, Gioacchino da Fiore tra Bernardo di Clarvaux e Innocenzo III, n. 13-14, Bari, Edizioni Dedalo, 2001,  pp. 203-258.
- Pasquale Lopetrone, La chiesa abbaziale florense di San Giovanni in Fiore, Librare, 2002.
- Pasquale Lopetrone, La localizzazione del protomonastero di Fiore. Cronaca dell’attività ricognitiva – marzo 1997- luglio 2003, in Florensia, Bollettino del Centro Internazionale Studi Gioachimiti, n. 16-17, 2002-2003,  pp. 251-256.
- Pasquale Lopetrone, Il proto monastero florense di Fiore, origine, fondazione, vita, distruzione, ritrovamento, in Abate Gioacchino. Organo trimestrale per la causa di canonizzazione del Servo di Dio Gioacchino da Fiore, I, Cosenza, Tipografia grafica cosentina, 2-3 marzo-giugno 2004,  pp. 39-65.
- Pasquale Lopetrone, La chiesa dell'archicenobio florense di San Giovanni in Fiore. Cronologia, in Abate Gioacchino. Organo trimestrale per la causa di canonizzazione del Servo di Dio Gioacchino da Fiore, I, Cosenza, Tipografia grafica cosentina, 2-3 marzo-giugno 2004,  pp. XCV-CVII.
- Pasquale Lopetrone (a cura di), Atlante delle fondazioni Florensi, vol. I, Soveria Mannelli, Rubbettino, 2006.
- Pasquale Lopetrone, L'architettura florense delle origini, in AA. VV., Gioacchino da Fiore, San Giovanni in Fiore, Librare, 2006,  pp. 73-87.
- Pasquale Lopetrone, Il modello della Chiesa Florense sangiovannese, a cura di C. D. Fonseca, I Luoghi di Gioacchino da Fiore. Atti del primo Convegno internazionale di studio - Casamari, Fossanova, Carlopoli-Corazzo, Luzzi-Sambucina, Celico, Pietrafitta-Canale, San Giovanni in Fiore, Cosenza, 25-30 marzo 2003, Roma, Viella, 2006,  pp. 227-246, ISBN 978-88-8334-236-3.
- Pasquale Lopetrone, La «Domus que dicitur mater omnium» - Genesi architettonica del proto Tempio del Monasterium florense, in C. D. Fonseca, D. Rubis e F. Sogliano (a cura di), Jure Vetere. Ricerche archeologiche nella prima fondazione monastica di Gioacchino da Fiore (indagini 2001-2005), Soveria Mannelli, Rubbettino, 2007,  pp. 295-331, ISBN 978-88-498-1845-1.
- Pasquale Lopetrone, Il Cristo fotoforo florense, San Giovanni in Fiore, Pubblisfera, 2012, ISBN 978-88-97632-11-5.
- Pasquale Lopetrone, L'effigie dell'abate Gioacchino da Fiore, in Vivarium. Rivista di scienze teologiche, anno XX, n. 3, San Giovanni in Fiore, Pubblisfera, 2013, ISBN 978-88-97632-26-9.
- Pasquale Lopetrone, San Martino di Giove a Canale di Pietrafitta - restauri 2014-2015, San Giovanni in Fiore, Pubblisfera, 2015, ISBN 978-88-97632-61-0.
- Pasquale Lopetrone, Le prime fondazioni florensi (1189-1202), in D. Dattilo (a cura di), Agger bruttius. Civiltà dell'interno, Rossano, Ferrari editore, 2018,  pp. 173-195, ISBN 978-88-99971-60-1.
- Pasquale Lopetrone, La chiesa giovannea spirituale preludio della terza età del mondo, in Vivarium. Rivista di scienze teologiche, anno XXVI, n. 1, San Giovanni in Fiore, Pubblisfera, gennaio-giugno 2018,  pp. 81-113, ISBN 978-88-85576-53-7, ISSN 1825-9952 (WC · ACNP).
- Stella Marega, Un simbolo nella storia. Il contributo alla riscoperta di Gioacchino da Fiore in Sacrum Imperium, in Heliopolis. Culture, civiltà, politica, anno XI, n. 1,  pp. 40-51.
- Stella Marega, Gioacchino da Fiore, in Heliopolis. Culture, civiltà, politica, anno XIII, n. 1, 2015,  pp. 117-126.
- Bernard McGinn, L'abate calabrese. Gioacchino da Fiore nella storia del pensiero occidentale, traduzione di Paola ed Elisabetta Di Giulio, Genova-Milano, Marietti 1820, 2010  [1985], ISBN 978-88-211-7251-9.
- Luca Parisoli, Gioacchino da Fiore e il Carattere Meridiano del Movimento Francescano in Calabria, Iltestoeditor, 2016, ISBN 8899017093.
- H. W. Pfeiffer, La Sistina Svelata, Roma, Libreria Editrice Vaticana, 2007.
- Salvatore Piccoli, L'Abbazia di Corazzo e Gioacchino da Fiore, 2ª edizione ampliata, Lamezia Terme, Calabria Edizioni, 2010.
- Antonio Piromalli, Gioacchino da Fiore e Dante, 2ª ed., Soveria Mannelli, Rubbettino, 1984.
- Gian Luca Potestà, Il Tempo dell'apocalisse - Vita di Gioacchino da Fiore, Bari, Laterza, 2004.
- Alfredo Prisco, Nuove scoperte sulle figure, sulle parole e sulle pietre di Gioacchino da Fiore, Pubblisfera, 2013.
- Franco Prosperi, Gioacchino da Fiore e le sculture del Duomo di Assisi, Dimensione Grafica Editrice, 2003.
- Marjorie Reeves e Warwick Gould, Gioacchino da Fiore e il mito dell'evangelo eterno nella cultura europea, Viella, 2000.
- (EN) Matthias Riedl (a cura di), A Companion to Joachim of Fiore, Leiden, Brill, 2017.
- Francesco Russo, Bibliografia gioachimita, Firenze, L. S. Olschki, 1954.
- Antonio Staglianò, L'abate calabrese: fede cattolica nella Trinità e pensiero teologico della storia in Gioacchino da Fiore, presentazione di Gianfranco Ravasi, postfazione di Piero Coda, Città del Vaticano, Libreria editrice vaticana, 2013.
- Andrea Tagliapietra, Gioacchino da Fiore e la filosofia, Saonara (PD), il Prato, 2013, ISBN 978-88-6336-203-9.
- Leone Tondelli, Il libro delle figure dell'abate Gioachino da Fiore, in collaborazione con Marjorie E. Reeves e Beatrice Hirsch-Reich, 2 voll., Torino, S.E.I., 1953  [1940].
- Fabio Troncarelli, Gioacchino da Fiore. La vita, il pensiero, le opere, Città nuova, 2002.
- Fabio Troncarelli, Il ricordo del futuro: Gioacchino da Fiore e il gioachimismo attraverso la storia, Adda Editore, 2006.

### Altro
- Cristoforo Colombo, Raccolta completa degli scritti di Cristoforo Colombo ad illustrare e documentare la scoperta dell'America, 1505,  Lettera estratta dalla Biblioteca Colombina di Siviglia. 138 n. 25.